# Майоров, Михаил Владимирович (краевед)
Михаи́л Влади́мирович Майо́ров (2 октября 1967, Тула — 18 августа 2023) — российский литературовед, декабристовед, некрополист, краевед, поэт, экскурсовод и лектор. Координатор Бунинского общества России по Тульской области. Автор энциклопедий и словарей.

## Биография
Среди его предков и родственников — оружейники Даниловы, дворяне Чижовы и Щербачёвы, крестьяне Мценского уезда Орловской губернии Майоровы. Бабушка по материнской линии Тамара Петровна Астахова (1918—1988) — отличник народного просвещения, учитель русского языка и литературы, с 1942 по 1944 год — директор Тульского дворца пионеров, в 1960-х — завуч тульской школы № 10, организатор литературных кружков, знаток классической литературы и театра.
В 1984 году окончил тульскую школу № 15.
В 1984—1986 годах обучался на факультете иностранных языков ТГПУ имени Л. Н. Толстого.
С 1986 по 1988 год служил в ВС СССР.
С 1988 по 1990 год обучался на филологическом факультете ТГПУ имени Л. Н. Толстого.
С 1990 по 2009 год работал в сфере библиотечного дела, музеях и прессе.
Организатор конференций, акций по поддержке культуры, таких как участие в реконструкции Николо-Кочаковского некрополя под Ясной Поляной, увековечение памяти Б. Л. Пастернака в Туле, усилия по сохранению древнейшего памятника на территории Тульской области — капища в Каменском районе и старинных тульских кладбищ. В 2008 году — участник организации масштабной выставки «История рода Толстых — история России». Вместе с сотрудниками толстовских музеев подготовил к печати свод биографий дворян и графов Толстых (в печати).
Занимался подготовкой к печати и редактированием книг других авторов, среди которых — мемуарист Георгий Ефимович Готтесман (4 тома воспоминаний, Тула-Орёл, 2013—2018), историк быта и одежды Владимир Евгеньевич Шариков (книга «Повседневная жизнь туляков во второй половине XIX—начале XX века», Евгений Юрьевич Титов (книга «Игра в мечты», СПб, 2017), справочник «Бунинский некрополь» (в соавторстве).
С 3 ноября 2018 — представитель Бунинского общества России в Тульской области.
С ноября 2021 — председатель отделения Тульской региональной просветительской организации (ТРОПО) «Знание» в Зареченском районе Тулы.
10 декабря 2021 года награждён памятной медалью «В. Н. Ашурков. Подвижник просветительства» (ТРОПО «Знание»).
Умер 18 августа 2023 года в возрасте 55 лет после тяжёлой продолжительной болезни, будучи уже неспособным передвигаться по квартире без помощи кресла-каталки. После кремации урна с прахом захоронена на семейном участке Спасского кладбища Тулы.